# ۲۴۵ (عدد)
۲۴۵ یک عدد طبیعی است که بعد از ۲۴۴ و قبل از ۲۴۶ قرار دارد.